# Parornix retrusella
Parornix retrusella är en fjärilsart som beskrevs av Kuznetzov 1979. Parornix retrusella ingår i släktet Parornix och familjen styltmalar. Inga underarter finns listade i Catalogue of Life.